# Erisma tessmannii
Erisma tessmannii là một loài thực vật có hoa trong họ Vochysiaceae. Loài này được Pilg. mô tả khoa học đầu tiên năm 1931.